# Putineiu, Teleorman
Putineiu là một xã thuộc hạt Teleorman, România. Dân số thời điểm năm 2002 là 2908 người.